# Renault Super Galion
Le Renault Super Galion SG4 est un camion léger de 3 500 kg de charge utile fabriqué à Blainville-sur-Orne par le constructeur français Saviem (filiale camions de Renault) à partir de juin 1965. Il remplace le Galion datant de 1946.

## Histoire et évolutions
En 1946, Renault lance le 2T5 renommé par la suite Galion, un petit véhicule commercial dérivé du 1000 kg avec une charge utile de 2,5 tonnes. En juin 1965, dans le cadre d’un renouvellement de la gamme de petits véhicules utilitaires de l’entreprise, la Régie Renault dévoile les remplaçants des Goélette et Galion qui seront simplement nommés Super Goélette SG2 et Super Galion SG4. Ces véhicules utilisent la cabine avancée des Renault S7/S8/S9 présentés un an plus tôt, aux formes arrondies avec un pare-brise bombé, des phares ronds et le levier de vitesses derrière le volant.
Les Renault SG2 & SG4 sont fabriqués à Blainville-sur-Orne (Calvados) par Saviem (filiale camions de Renault) à partir de juin 1965.
Le nouveau camion Super Galion SG4, avec ses 5 950 kg de PTAC, reste sous la limite de tonnage au-delà de laquelle vous ne pourriez pas en faire l'acquisition libre sans une licence de coordination en France. Quand il n'est pas carrossé, le camion est livré d'office en version usine plateau-ridelles.
La cabine "710" est fixée élastiquement en 4 points pour améliorer le confort et réduire les vibrations. Elle possède un pare-brise bombé et une planche de bord en plastique moulé. L'aspect extérieur va connaître les mêmes évolutions que celui du Super Goélette SG2. Pour les modèles 1967, le pare-brise est agrandi vers le bas, la calandre s'inverse en abandonnant sa barre centrale et les nouveaux feux avant carrés sont bicolores. Pour 1968, la nouvelle cabine 812 s'équipe de projecteurs rectangulaires à place des ronds.
| Images externes |                                 |
|                 | Les carrosseries de la gamme SG |
|                 | MAN SG4 marché allemand         |
|                 | SG4 Minicar                     |

En 1967 une coopération entre Renault et Alfa Romeo s'établit. Le constructeur italien fabriquera la gamme SG en Italie et les commercialisera sous les appellations Alfa Romeo A15-A19-A38-F20.
L’année 1967 a été l'année des coopérations. SAVIEM signe un très important accord technique et commercial avec l’allemand M.A.N. pour disposer des moteurs et de la cabine du futur Saviem H32. En échange, M.A.N. commercialise la gamme SG sous sa marque sous les dénominations MAN 4xx et 7-90. De plus, un accord est conclu avec le constructeur tchécoslovaque AVIA qui obtient la licence de fabrication de la gamme SG et sa commercialisation dans toute l’Europe de l’Est. À partir de 1978, la référence "Licence Saviem" sera retirée de la calandre car plus de 98% des composants étaient locaux.
Pour le millésime 1969, le modèle Super Galion SG5 avec une charge utile de 5 040 kg et un PTAC porté à 7 300 kg apparaît. Des modifications sont apportées à la suspension et à la boîte de vitesses,.
À partir de 1970, le logo Renault disparaît et seul le nom Saviem figure sur la calandre. Le Renault Super Galion SG4 devient donc Saviem SG4 aux côtés du Saviem SG5 lancé au printemps 1969,.
En 1974, Alfa Romeo V.I. arrête la fabrication de la gamme Alfa Romeo A15-A19-A38-F20, véhicules très peu appréciés en Italie à cause de leur faible charge utile et d'une puissance moteur insuffisante.
En 1977, l'aspect extérieur est une dernière fois modernisé avec, comme nouveauté, une calandre élargie en plastique noir. Le 21 avril 1980, à la suite de la fusion des sociétés Saviem et Berliet, les SG4 et SG5 sont désormais vendus sous la marque Renault Véhicules Industriels. Leurs fabrication se poursuivra jusqu'en 1982.
Les SG2 & SG4 seront encore fabriqués sous licence en Tchécoslovaquie par Avia sous les références A15/A20/A30, puis A21T & A31T jusqu'en 1998.

## Détails techniques

### Motorisations
Au lancement deux motorisations sont proposées : 
- moteur essence 2,141 litres 4 cyl. 70 ch, type 671 « Étendard », dont l'origine remonte à la Frégate,
- moteur Diesel 3,02 litres 6 cyl. 75 ch à 3 200 tr/min et 180 N m à 2 000 tr/min, type 591-01.

En 1968, un moteur Diesel Saviem / Alfa Romeo 599-01 à injection directe M.A.N. récent et plus souple apparaît sur les versions françaises. Il a été remplacé peu après par le 712-01. À partir de 1969, le Super Galion SG4 reçoit un nouveau moteur essence de 2,6 litres type 817-02, développant 78 ch à 3 600 tr/min et 201 N m à 2 000 tr/min, et un nouveau moteur diesel de 3,32 litres type 712-01, développant 92 ch à 3 200 tr/min et 220 N m à 2 000 tr/min (SAE), à injection directe, construit sous licence M.A.N.. L'injection se fait sur la tête du piston qui possède une chambre de combustion.

### Suspension, transmission
Le SG4 est le seul camion de 6 tonnes de P.T.A.C. avec des roues avant indépendantes. En effet, la suspension avant est à triangles inférieurs et ressorts hélicoïdaux alors que celle de l'arrière conserve un essieu rigide classique et des ressorts à lames semi-elliptiques au lieu des ressorts hélicoïdaux utilisés par la Super Goélette. Il est doté d'amortisseurs télescopiques sur les deux essieux.
Le SG4/SG5 est une propulsion avec une boîte de vitesses à 4 rapports entièrement synchronisés. La transmission a un double joint de transmission sur le châssis normal et un triple avec arbre de relais sur le long et extra long. Les freins sont des tambours sur les deux essieux. Le système de direction est à vis sans fin.

## Galerie

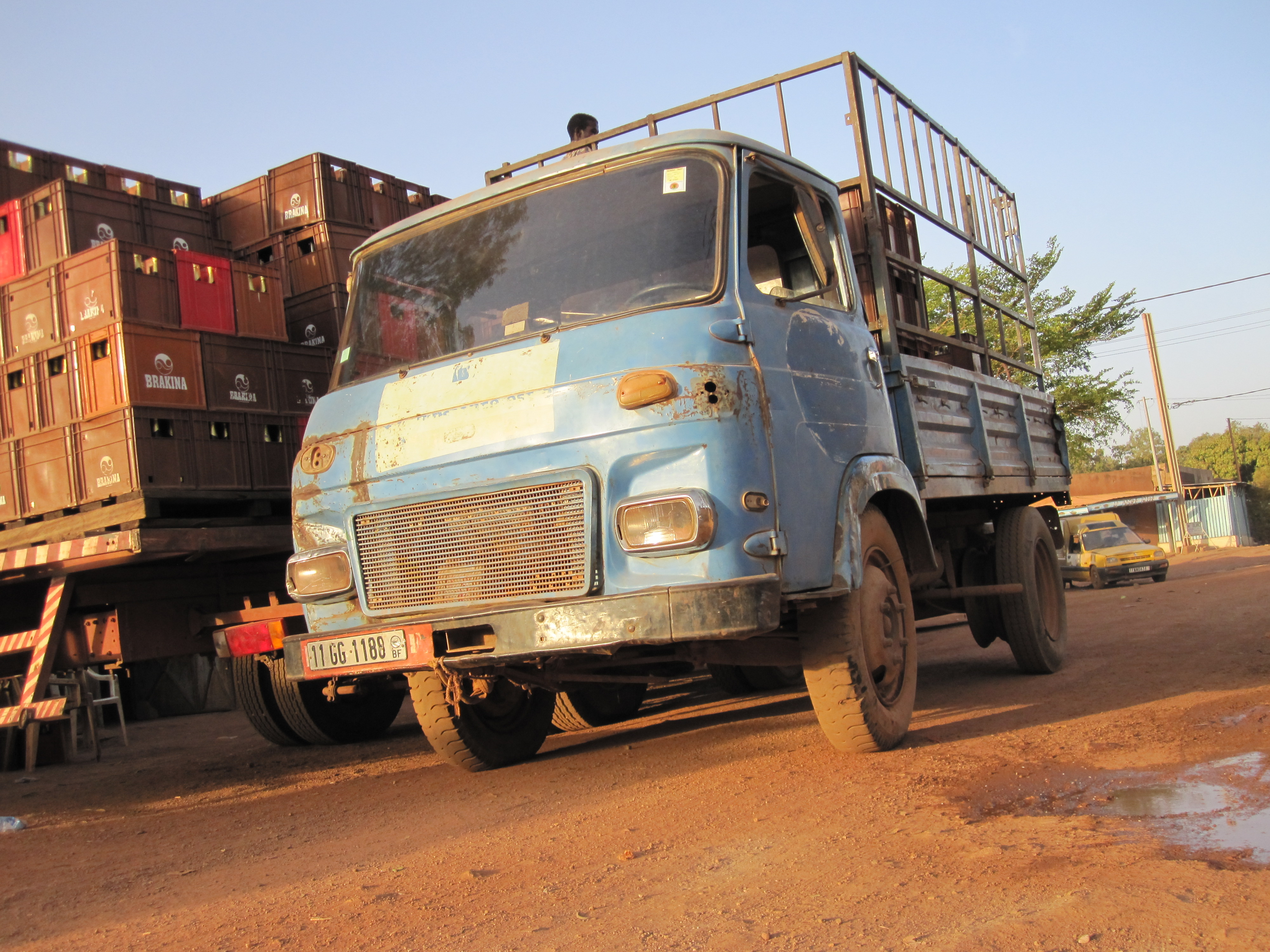
Saviem SG4 à Ouagadougou.
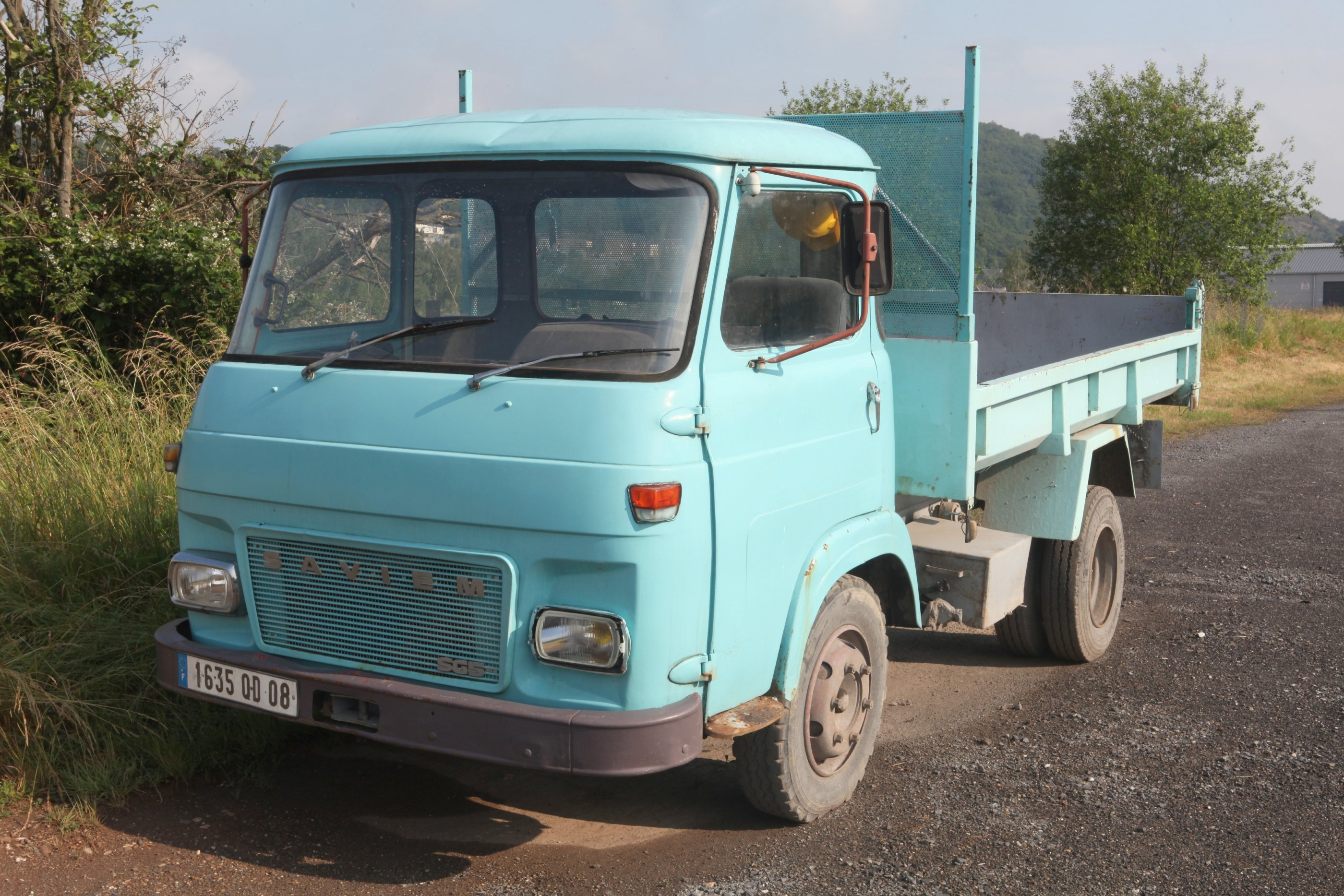
Saviem SG5 à benne basculante à partir de 1970 (sans logo Renault).
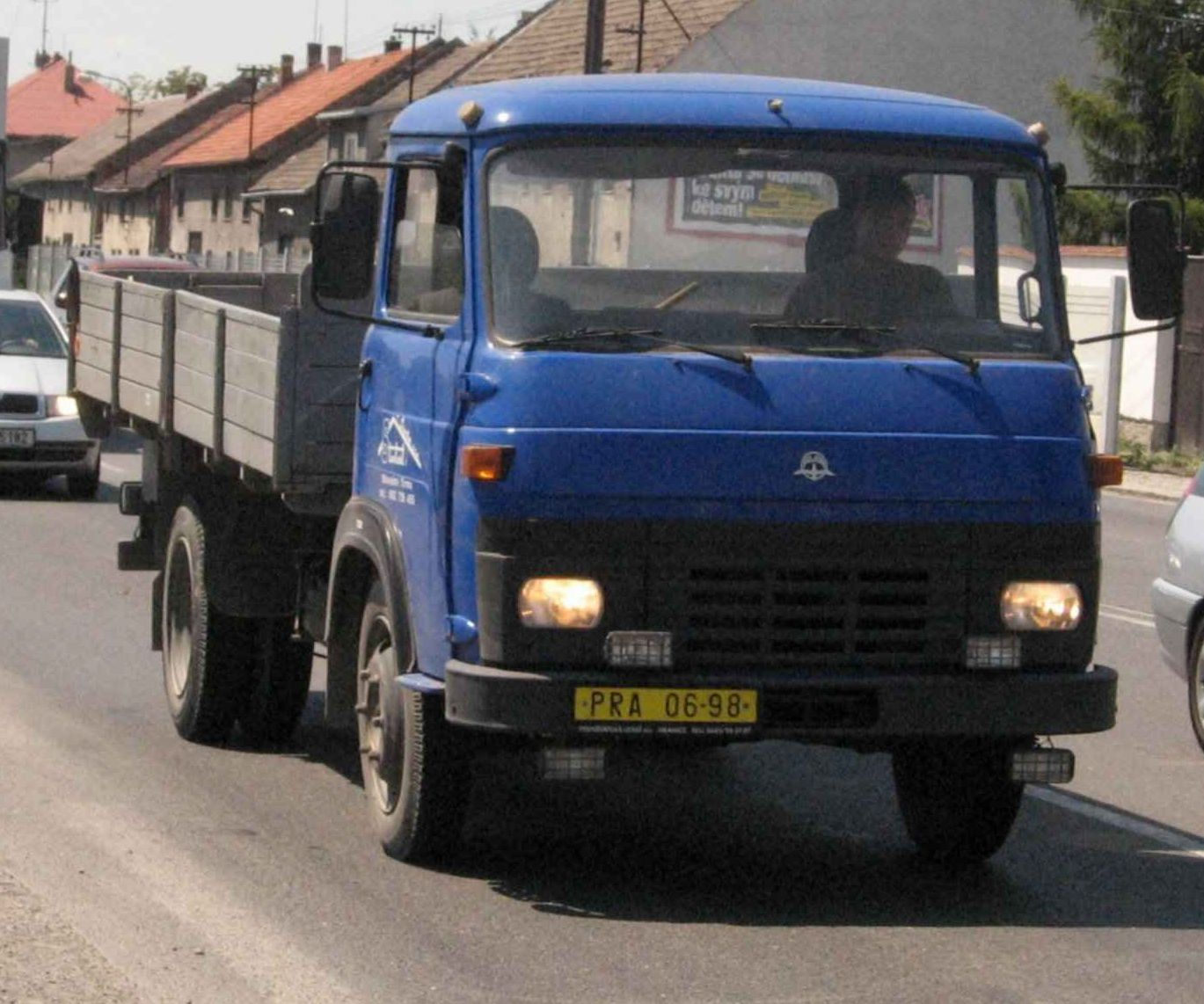
Avia A30 plateau ridelles.
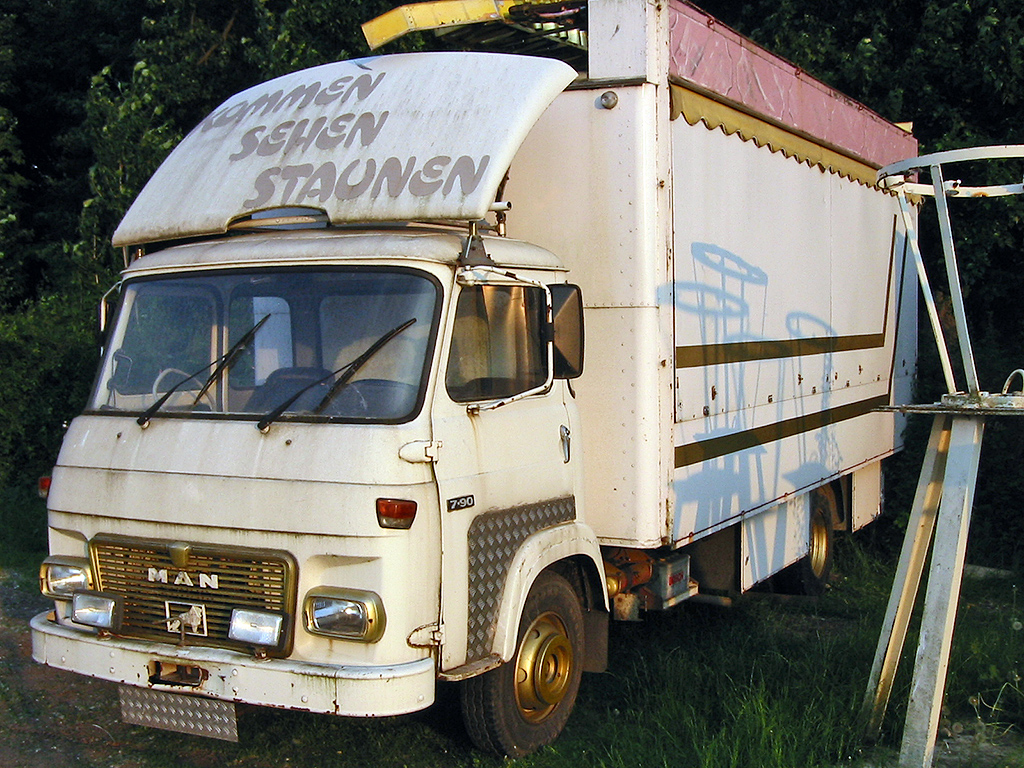
M.A.N. 7-90 carrossé.
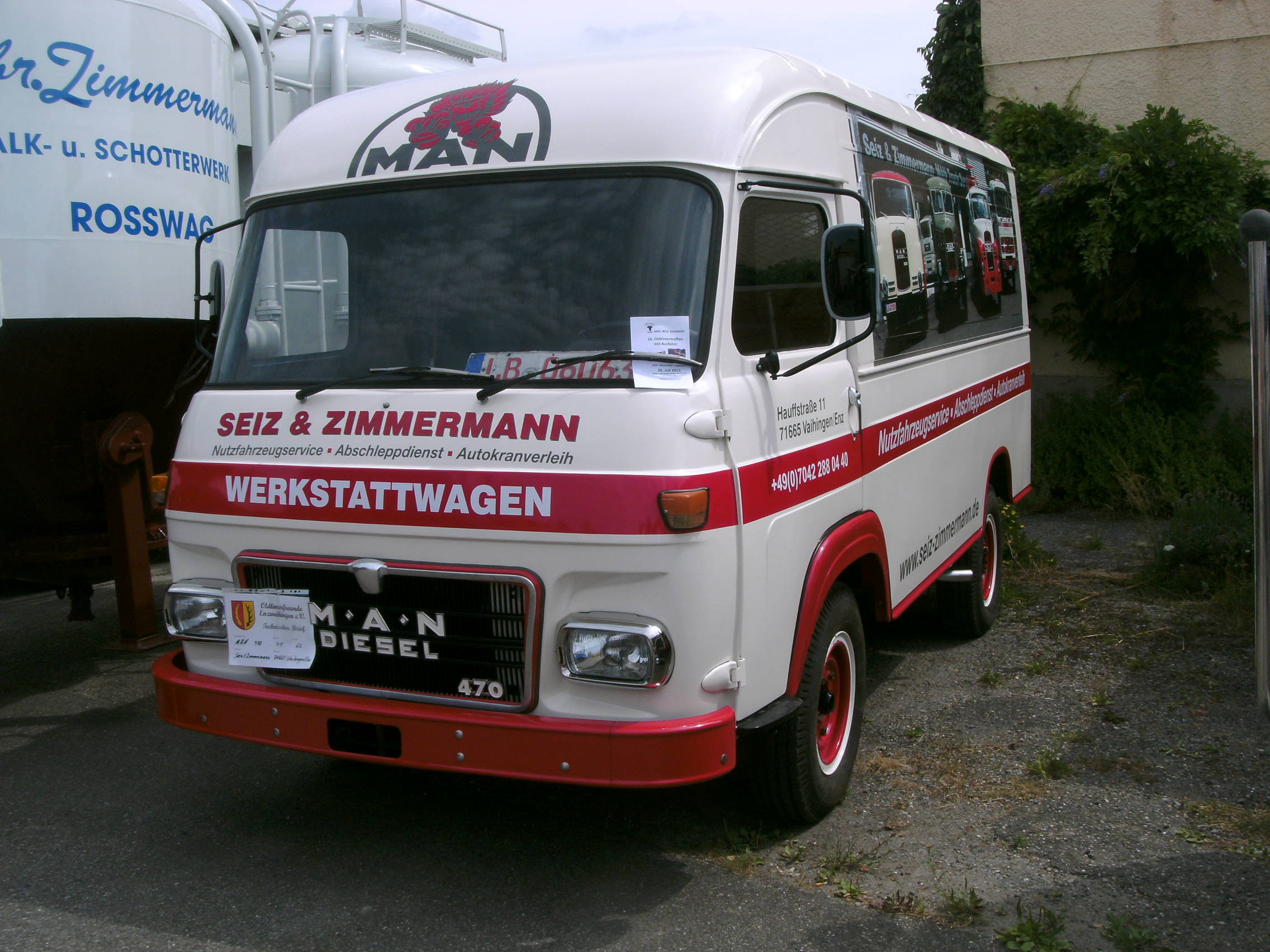
M.A.N. 470.